# Draaiorgel de Arabier

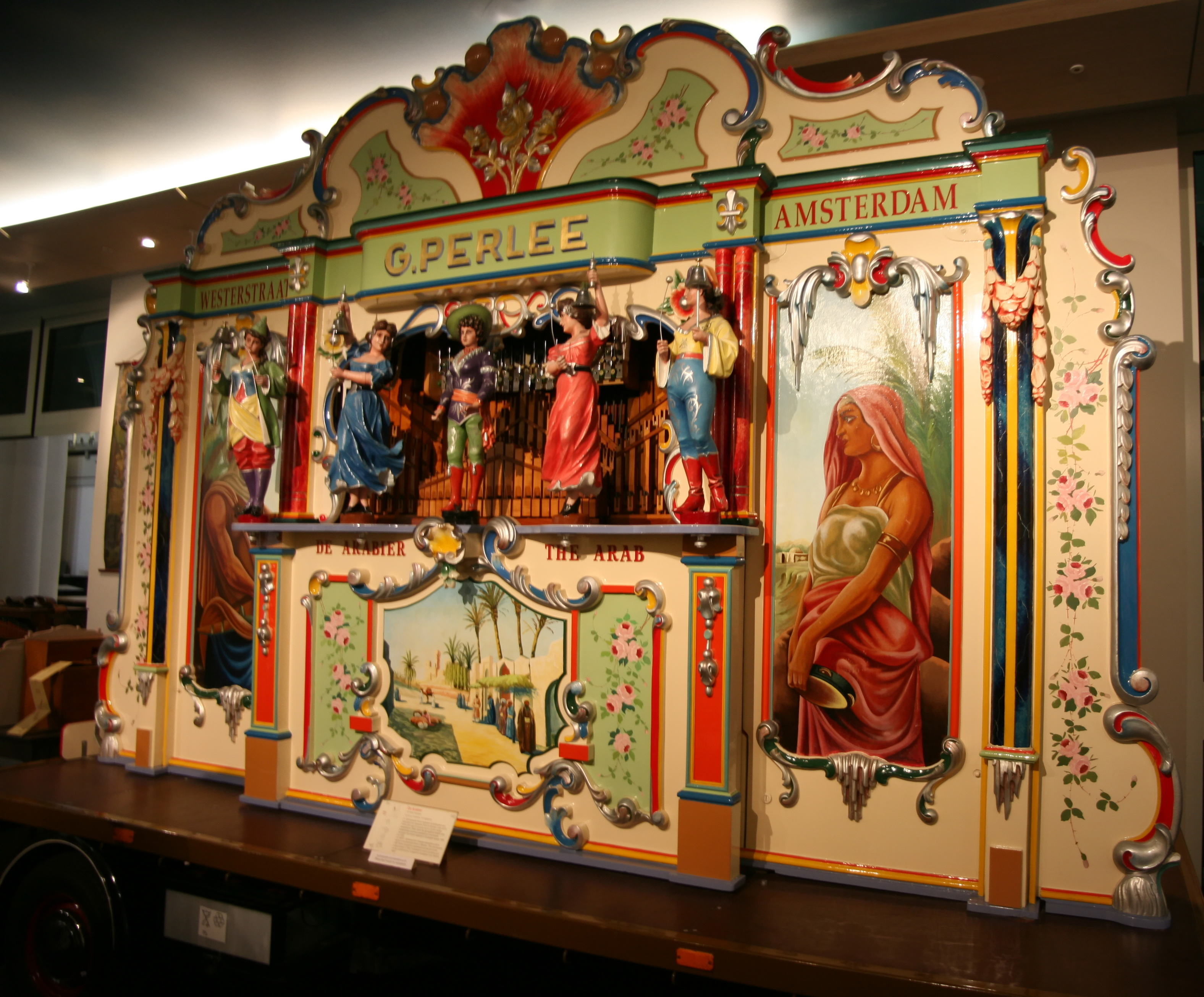
Vooraanzicht

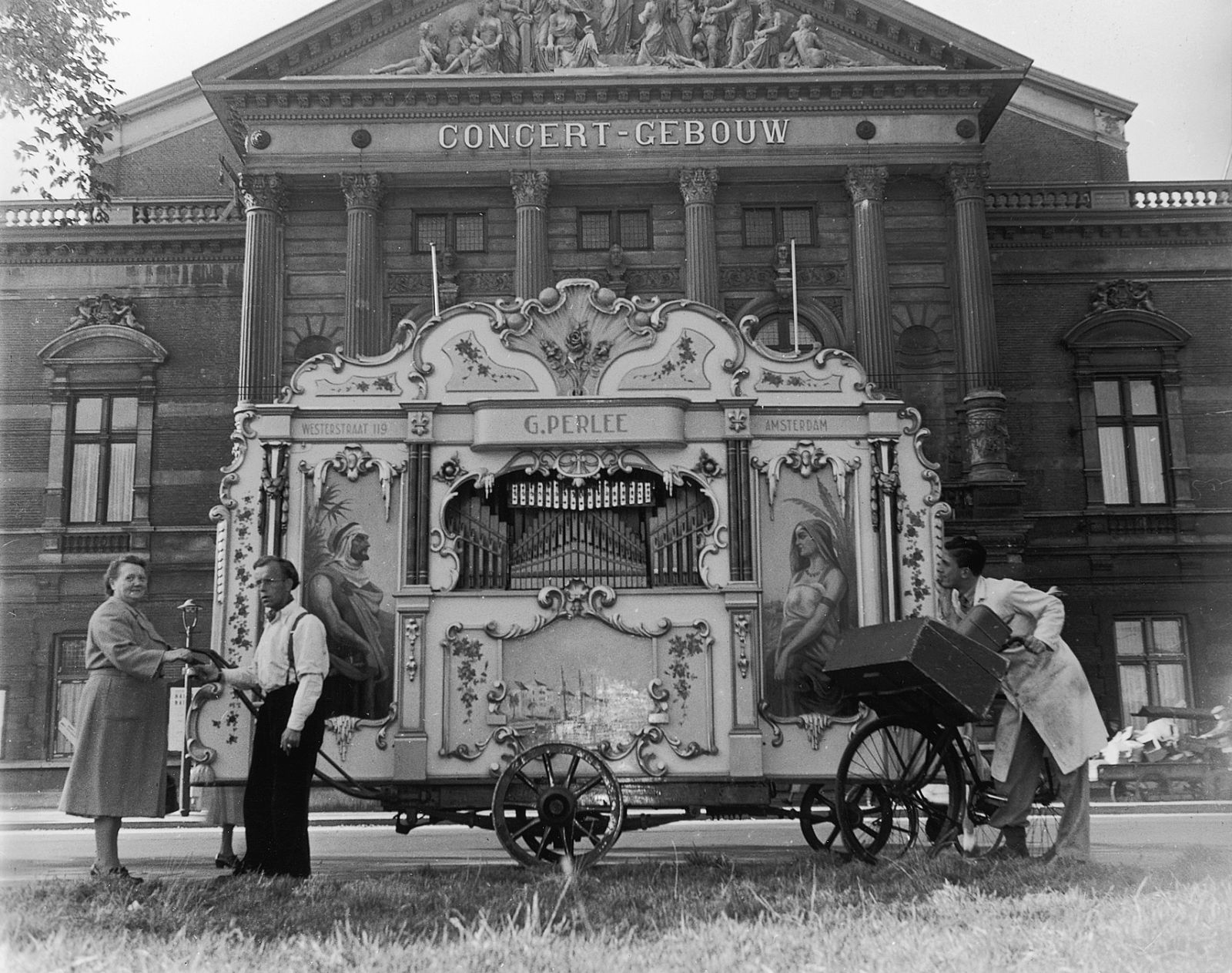
Draaiorgel in 1951 in Amsterdam voor het concertgebouw, nog zonder de later toegevoegde vijf beelden

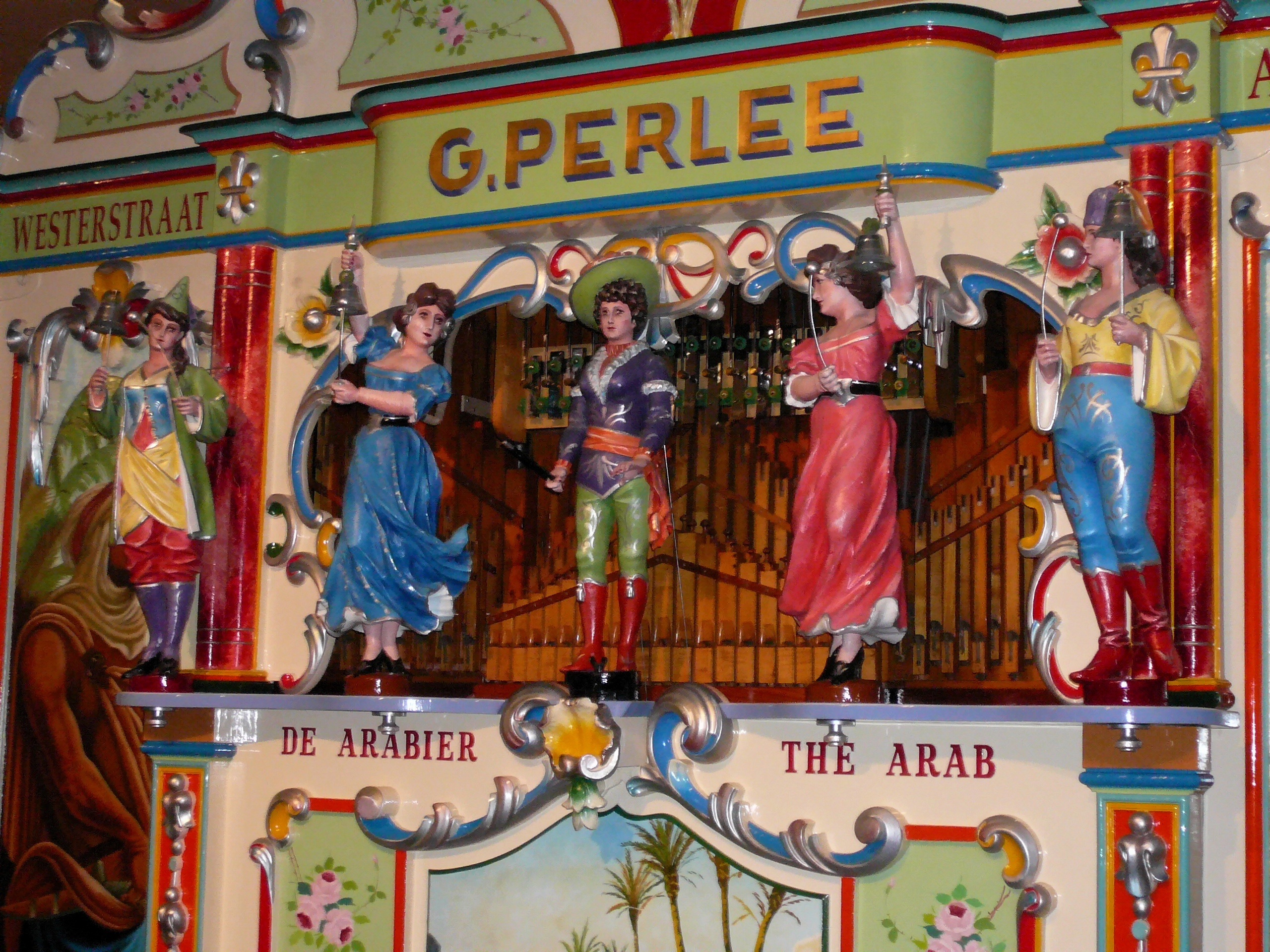
Vooraanzicht

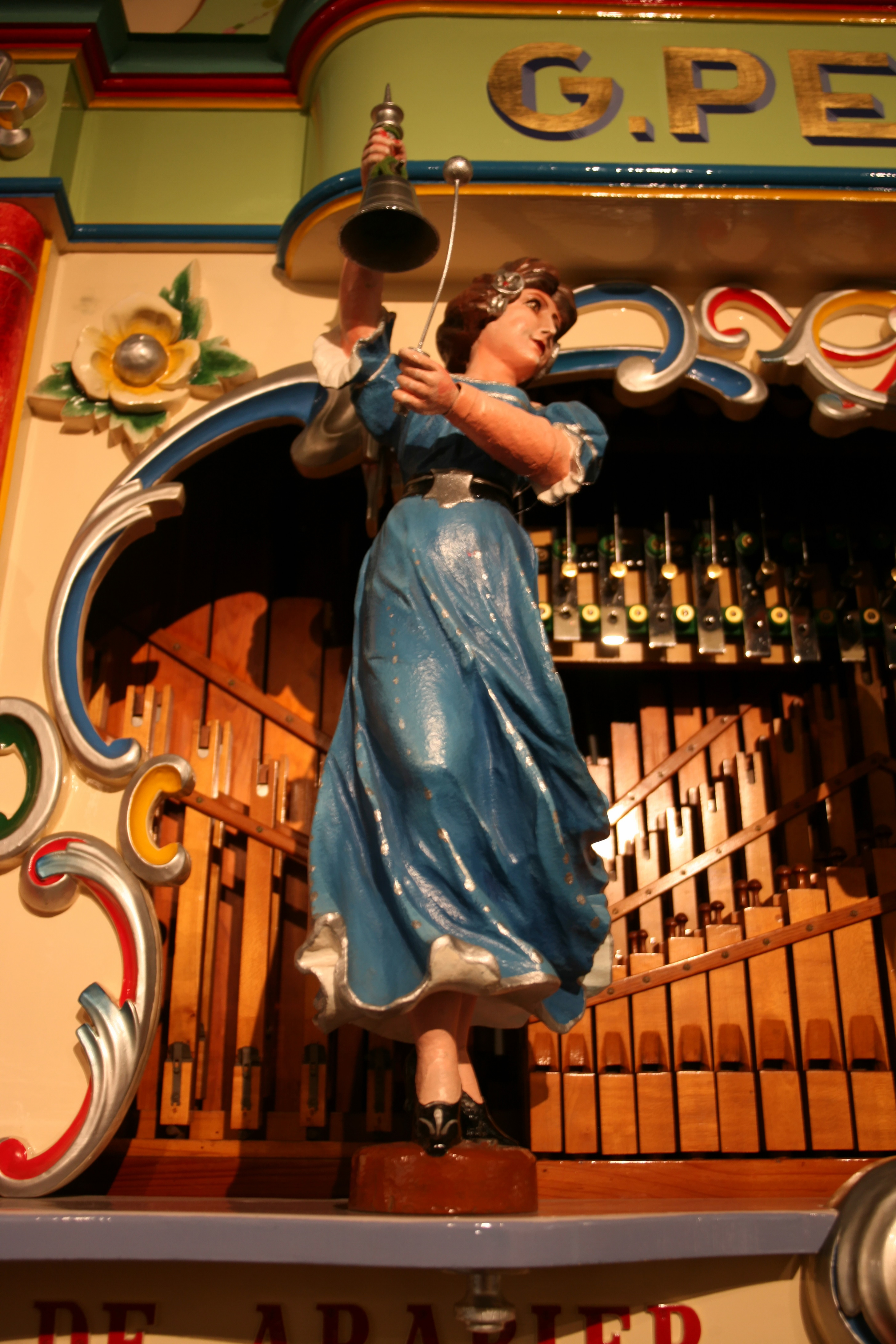
Detail versiering

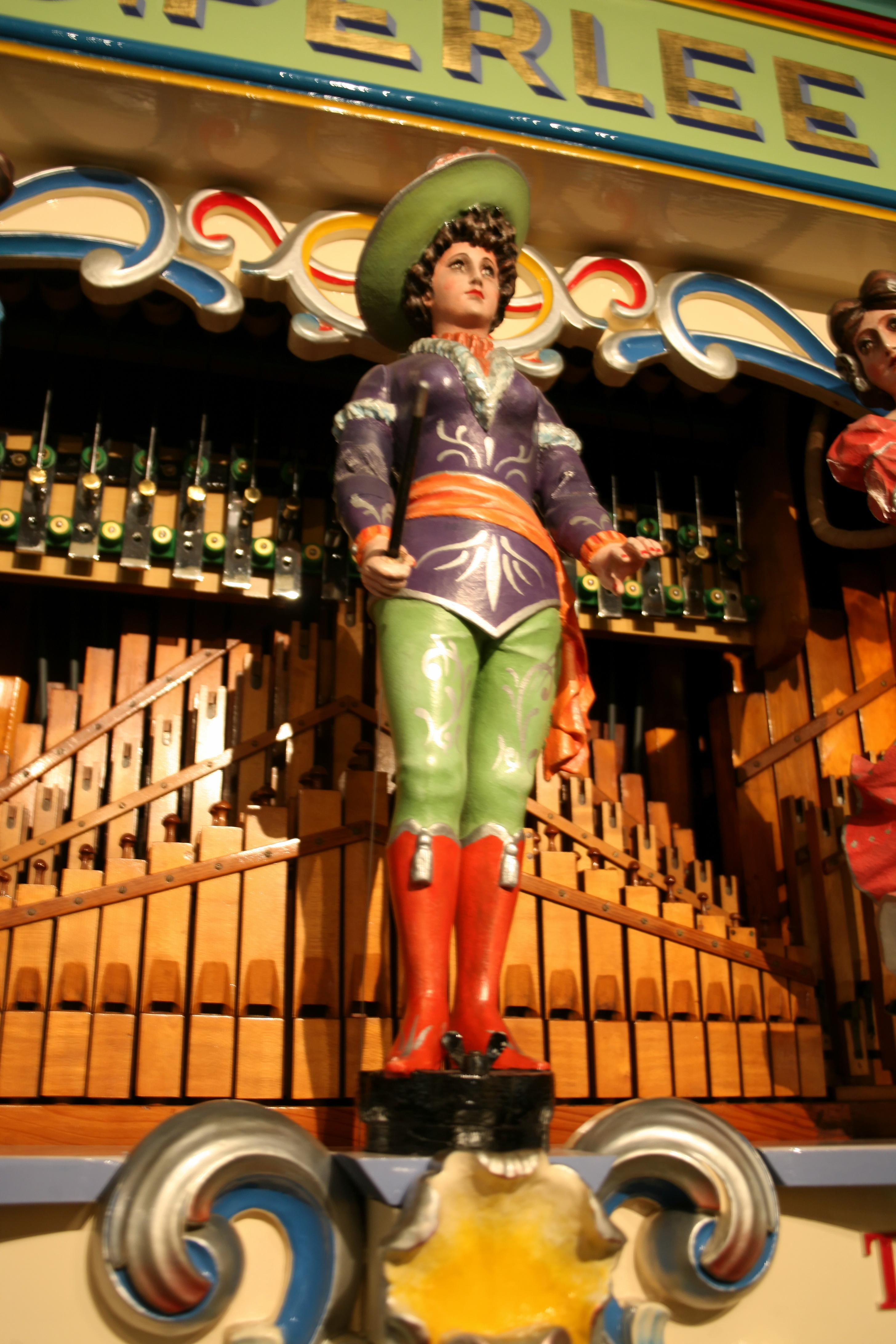
Detail versiering

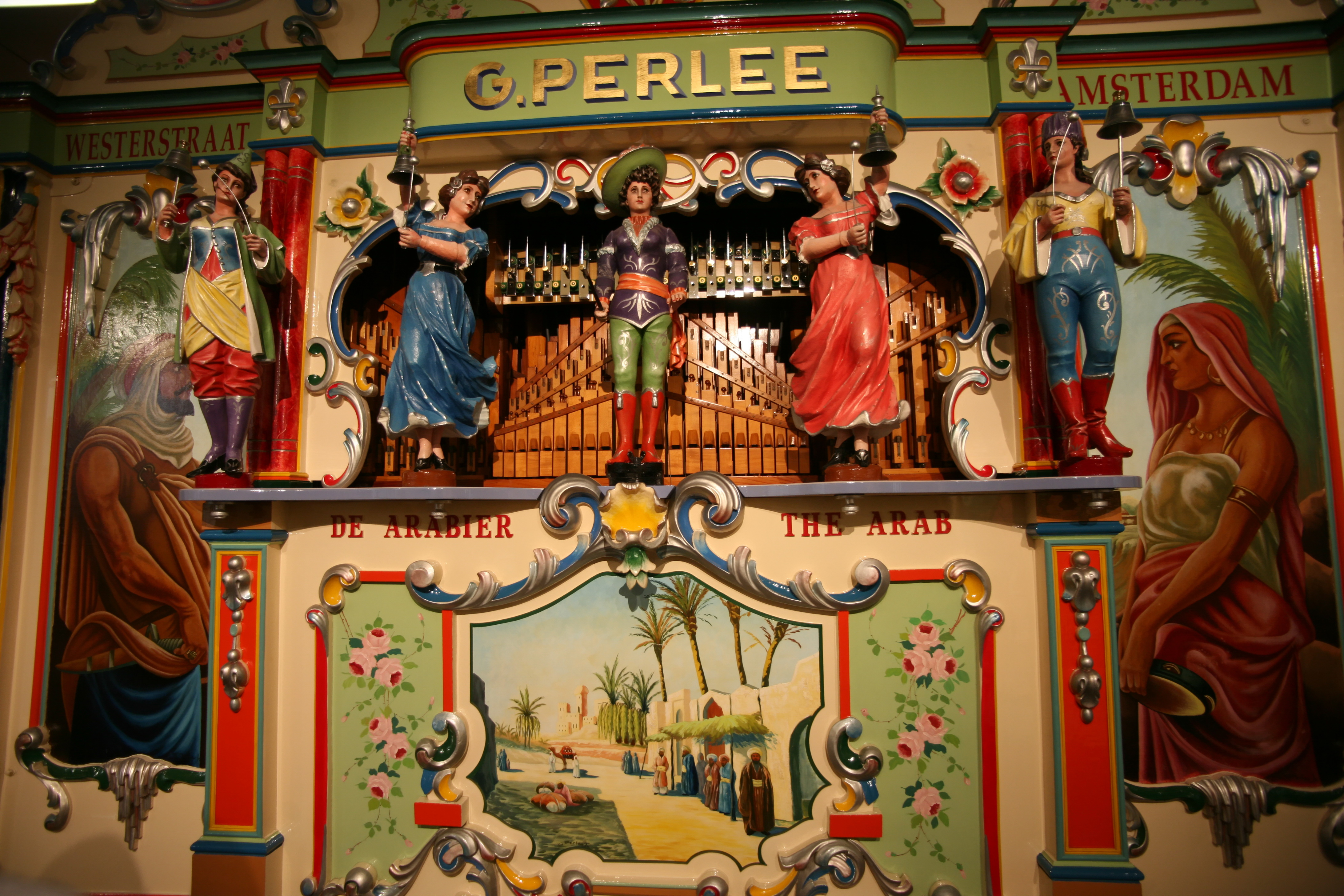
Vooraanzicht

Draaiorgel de Arabier is een Nederlands straatorgel uit 1925. Het orgel is wereldwijd bekend door muziekopnames en evenementen en bevindt zich tegenwoordig in de collectie van Museum Speelklok.

## Kenmerken
Het is een 75-toets straatorgel. Het linkerpaneel heeft een schildering van een Arabier met een dolk en het rechterpaneel toont een haremvrouw. Het middenpaneel toont een tafereel van een Arabische markt. Boven het middenpaneel bevinden zich vijf vrouwenfiguren die op gezette tijden bellen luiden.

## Geschiedenis
Het orgel werd rond 1925 gebouwd voor een danszaal door Pierre Verbeeck uit Antwerpen. In het inwendige van het orgel bevinden zich echter ook onderdelen die naar de eveneens Antwerpse firma Gebroeders Decap wijzen.
In de eerste jaren van zijn bestaan was de heer Prins eigenaar. Herman Tokkie (Jode Herman) huurde het orgel en liep ermee in Amsterdam, Enkhuizen, Den Helder, Hoorn en IJmuiden. In 1933 werd er een accordeon op het orgel geplaatst, deze werd echter in 1935 alweer verwijderd.
In 1935 werd de heer Gijs Perlee sr. uit Amsterdam de eigenaar en verbouwde het orgel in 1935 en 1948. Hierbij werden onder meer trombonebassen en een nieuw bourdonregister en het karakteristieke stemregister door Karel Struijs aangebracht.

### Het orgel in Groningen
Vanaf 1952 tot 1977 was de heer Elderman de exploitant en speelde ermee in Groningen. In die tijd kreeg het orgel zijn grote bekendheid vanwege de vele grammofoonplaten die ervan gemaakt werden.
Elderman breidde het muzikale repertoire met vele kilometers boek uit. Door de wereldwijde verkoop van geluidsdragers en buitenlandse reizen wordt het orgel als Nederlands ambassadeur gezien.
In de tijd dat het orgel in Groningen speelde heeft het orgel vijf beelden gekregen afkomstig van oude orgels van Gasparini, Bruder en Limonaire. Er hebben zelfs een tijd negen beelden op het orgel gestaan; zeven beelden op het front en twee beelden op de achterkant.

### Collectie Perlee
In 1977, na het overlijden van de heer Elderman ging het orgel weer terug naar de firma Perlee te Amsterdam. Het orgel wordt nog ingezet bij bijzondere gelegenheden. Sinds 2008 is het orgel te bewonderen in Museum Speelklok te Utrecht.

## In het nieuws
- In 1996 kwam Michael Jackson aan op Schiphol voor een tournee in Nederland. Daar kwam hij oog in oog te staan met het orgel. Jackson was meteen onder de indruk van dit unieke instrument en gaf aan het te willen kopen. De familie Perlee wilde dit echter niet. Volgens de familie zou Jackson er een miljoen dollar voor over hebben gehad.[bron?]
- In 2007 kwam het orgel in het nieuws vanwege het feit dat de dochter van Elderman vond dat het orgel terug moest komen naar Groningen. Zij en vele andere Groningers hadden nog warme herinneringen aan de karakteristieke klank van het instrument. Ook zou het een eerbetoon aan haar vader zijn die een kwart eeuw met het draaiorgel door de stad trok.